# Manuel Cortés Campomanes
Manuel Cortés Campomanes y Sata (1775-Bruselas, 1835), traductor, militar y revolucionario liberal español.

## Biografía
Destacó como estudiante superdotado y fue miembro del Real Colegio de Pajes de Madrid. Fue el más joven (19 años) entre los liberales miembros de la fallida Conspiración de San Blas descubierta en 1796, junto con Juan Bautista Picornell, Sebastián Andrés, Bernardo Garasa, Juan Pons Izquierdo y José Lax, que se proponía derrocar el régimen de Carlos IV y sustituirlo por una monarquía constitucional o una república. 
Los conspiradores fueron condenados a muerte, pero se conmutó la pena por presidio en La Guaira (Venezuela). Pero se evadieron en junio de 1797 y con los venezolanos Manuel Gual y José María España, Cortés Campomanes y Picornell prepararon a fines del mismo año la denominada «Conspiración de Gual y España» con el propósito de independizar Venezuela, pero fue descubierta y fracasó; uno de los documentos incautados, la Carmañola americana, fue traducido por Manuel Cortés. Este popular texto, y otra canción revolucionaria venezolana, el Soneto Americano, igualmente compuesto por Cortés Campomanes a solicitud de José María España y con música de Miguel de Larruleta, le ganaron el apodo de "El poeta de la revolución".
Recorrió varias islas del Caribe y sirvió como oficial diez años en el ejército francés. Al estallar la Guerra de la Independencia en 1808, marchó a Inglaterra y allí ayudó al revolucionario venezolano Francisco de Miranda estuvo junto a la Junta Suprema de Caracas de Simón Bolívar, Andrés Bello y Luis López Méndez en 1810. En 1811 retornó a Venezuela bajo las órdenes de Miranda y fue nombrado teniente coronel del Cuerpo Nacional de Artillería de Venezuela; profesó las ideas liberales de la francmasonería difundida por la logia "Flor de las Sociedades Secretas" a la que pertenecía.
Estuvo luego en las Antillas y Cartagena de Indias. El 12 de noviembre de 1812, durante la Independencia de Colombia condujo a la victoria a seiscientos hombres tras una sangrienta Batalla de Mancomojan de tres horas derrotando al ejército español de Rebustillo de mil doscientos hombres de El Carmen de Bolívar en el arroyo Mancomoján y dos días después, el 14 de noviembre, en las goteras de Ovejas, derrotó definitivamente al ejército español. El militar alemán Barón Schambourg lo acusó de conspirar, y fue llevado a Cartagena de Indias. El 7 de mayo de 1814 se le hizo Consejo de Guerra que lo encontró inocente de toda culpa. Cuando el Asedio español de Cartagena de Indias (1815) por Pablo Morillo, defendió el baluarte de Santa Catalina. El nuevo comandante de la plaza, José Francisco Bermúdez, lo nombró el 17 de octubre de ese año jefe del Estado Mayor. Pero en ese mismo año de 1815 perdió la confianza de Bolívar y en diciembre de 1815 se refugió en la Jamaica británica.
Se radicó en Bruselas con su esposa colombiana Elisa y mantuvo asidua correspondencia con sus amigos militares de campaña, entre ellos Francisco de Paula Santander. Murió en Bruselas en 1835.